# Guillermo Botero Mejía
Guillermo Botero Mejía (Pereira, 1947) es un político e ingeniero colombiano. 
Se desempeñó como miembro de la Cámara de Representantes de ese país por el Departamento de Risaralda. 

## Biografía
Nació en Pereira, entonces parte del Departamento del Viejo Caldas, en 1947. Estudió Ingeniería Civil en la Universidad de los Andes, formación que concluyó en 1953, y se graduó de Economista de la Universidad de Reading (Inglaterra), donde también obtuvo una Maestría en Economía.
En el sector público se desempeñó como gerente regional del Instituto de Crédito Territorial en el Eje Cafetero, director de las Empresas Públicas de Pereira y de la Lotería de Risaralda, así como consejero de la Embajada de Colombia en el Reino Unido. Dedicado al cultivo y exportación de café, gracias a su trabajo en el sector comercial fue nombrado director comercial de la Federación Nacional de Cafeteros. En 1987 fue nombrado como último Alcalde de Pereira por decreto, siendo reemplazado al siguiente año por Jairo Arango Gaviria, primer alcalde electo por voto popular. 
En 1991 fue elegido como miembro de la Junta Directiva de la Caja de Crédito Agrario, Industrial y Minero.
En las elecciones regionales de Colombia de 1997 fue candidato, sin éxito, a la Alcaldía de Pereira por el Partido Conservador, presentando un programa de gobierno que incluía la reducción del 50% en las tasas impositivas de los servicios públicos, siendo uno de las primeras propuestas de ese tipo en el país. Fue derrotado por Luis Alberto Duque Torres. Durante algunos años, a finales del siglo XX, fue el Jefe del Partido Conservador en Risaralda, apoyando la consolidación del pacto bipartidista entre los Conservadores y el Partido Liberal.
En las elecciones legislativas de Colombia de 1998 fue elegido miembro de la Cámara de Representantes de Colombia en representación del Departamento de Risaralda, habiendo obtenido 28.961 votos. Como su reemplazo fungió Víctor Manuel Tamayo Vargas.
Apoyó a Tamayo Vargas en su candidatura a la Gobernación de Risaralda en las elecciones regionales de Colombia de 2019 y fue uno de los miembros del movimiento fundado por este, Nuevo Conservatismo.